# Franziska Bertels
Franziska Bertels (Arnstadt, RDA, 24 de octubre de 1986) es una deportista alemana que compite en bobsleigh en la modalidad doble.
Ganó cuatro medallas en el Campeonato Mundial de Bobsleigh entre los años 2013 y 2017, y dos medallas de oro en el Campeonato Europeo de Bobsleigh, en los años 2013 y 2015.

## Palmarés internacional
| Campeonato Mundial | Campeonato Mundial    | Campeonato Mundial | Campeonato Mundial |
| Año                | Lugar                 | Medalla            | Prueba             |
| ------------------ | --------------------- | ------------------ | ------------------ |
| 2013               | Sankt Moritz (Suiza)  | Medalla de bronce  | Doble              |
| 2015               | Winterberg (Alemania) | Medalla de plata   | Equipo             |
| 2016               | Igls (Austria)        | Medalla de oro     | Equipo             |
| 2017               | Königssee (Alemania)  | Medalla de oro     | Equipo             |
| Campeonato Europeo |                       |                    |                    |
| Año                | Lugar                 | Medalla            | Prueba             |
| 2013               | Igls (Austria)        | Medalla de oro     | Doble              |
| 2015               | La Plagne (Francia)   | Medalla de oro     | Doble              |